# Jack Hill (Schauspieler)
Jack Hill (eigentlich: Lawrence Young Hill; * 12. September 1887 in Roanoke, Virginia; † 22. November 1963 in Los Angeles, Kalifornien) war ein US-amerikanischer Schauspieler.

## Leben und Karriere
Der als Lawrence Young Hill geborene Jack Hill arbeitete als Statist und Stuntdouble und spielte in den Produktionen von Hal Roach in den 1920er und 1930er Jahren sehr häufig kleine Nebenrollen im Hintergrund. Mit seinen auffallend großen Ohren war schon sein Äußeres ein Gag in sich.
Als freiberuflicher Schauspieler wurde er vor allem von Keystone Film Co. engagiert. Seine spätere Agentur war die Central Casting Corp. in Hollywood.
Hill ist ein bekanntes Gesicht in den Filmen von Laurel und Hardy; in 31 der 104 Filme des Komikerduos ist er dabei. Er trat zwischen 1922 und 1936 in 17 Folgen der Filmreihe Die kleinen Strolche auf. Seine profiliertesten Auftritte hatte er in den Filmen Eight Bells als Stuntdouble für Arthur Hohl, The Fighting Demon als Professor und Shiver My Timbers aus der Serie Die kleinen Strolche.
Er meldete sich im Juni 1917 als Kriegsfreiwilliger im Ersten Weltkrieg und stellte sich auch im April 1942 für den Militärdienst im Zweiten Weltkrieg.

## Filmografie (Auswahl)
- 1922: A Quiet Street (Kurzfilm)
- 1923: Back Stage (Kurzfilm)
- 1923: Dogs of War (Kurzfilm)
- 1923: Stage Fright (Kurzfilm)
- 1925: The Fighting Demon
- 1926: Good Cheer (Kurzfilm)
- 1926: Diese Dame ist ein Kerl (45 Minutes from Hollywood, Kurzfilm)
- 1927: The Glorious Fourth (Kurzfilm)
- 1927: Sugar Daddies (Kurzfilm)
- 1927: Hosen für Philip (Putting Pants on Philip, Kurzfilm)
- 1927: Die Schlacht des Jahrhunderts (The Battle of the Century, Kurzfilm)
- 1928: Playin’ Hookey (Kurzfilm)
- 1928: Nur mit Lachgas (Leave ’em Laughing, Kurzfilm)
- 1928: Speedy
- 1928: Their Purple Moment (Kurzfilm)
- 1928: Should Married Men Go Home? (Kurzfilm)
- 1928: Zwei Matrosen (Two Tars, Kurzfilm)
- 1929: Election Day (Kurzfilm)
- 1929: Die Sache mit der Hose (Liberty, Kurzfilm)
- 1929: Wrong Again (Kurzfilm)
- 1929: Movie Night (Kurzfilm)
- 1929: Railroadin‘ (Kurzfilm)
- 1929: Leaping Love (Kurzfilm)
- 1929: Cat, Dog & Co. (Kurzfilm)
- 1930: Angeheitert (Blotto, Kurzfilm)
- 1930: Unter Null (Below Zero, Kurzfilm)
- 1930: Pups Is Pups (Kurzfilm)
- 1931: Be Big (Kurzfilm)
- 1931: Juwelenraub in Hollywood (The Stolen Jools, Kurzfilm)
- 1931: Hinter Schloss und Riegel (Pardon Us)
- 1931: Shiver My Timbers (Kurzfilm)
- 1931: In der Wüste (Beau Hunks, Kurzfilm)
- 1931: The Kick-Off! (Kurzfilm)
- 1931: On The Loose (Kurzfilm)
- 1932: Gehen vor Anker (Any Old Port!, Kurzfilm)
- 1932: The Chimp (Kurzfilm)
- 1932: Die Teufelsbrüder (Pack Up Your Troubles)
- 1932: Free Wheeling (Kurzfilm)
- 1932: A Lad an’ a Lamp (Kurzfilm)
- 1933: The Devil’s Brother
- 1933: Am Rande der Kreissäge (Busy Bodies, Kurzfilm)
- 1934: Elmer Steps Out (Kurzfilm)
- 1934: Fishing for Trouble (Kurzfilm)
- 1934: Back to the Soil (Kurzfilm)
- 1934: Treasure Island
- 1934: Rache ist süß (Babes in Toyland)
- 1934: The Chases of Pimple Street (Kurzfilm)
- 1935: Die besudelte Ehre (Tit For Tat, Kurzfilm)
- 1935: The Fixer Uppers (Kurzfilm)
- 1935: Southern Exposure (Kurzfilm)
- 1935: Stolen Harmony
- 1935: Wir sind vom schottischen Infanterie-Regiment (Bonnie Scotland)
- 1935: Millions in the Air
- 1936: Divot Diggers (Kurzfilm)
- 1936: Das Mädel aus dem Böhmerwald (The Bohemian Girl)
- 1936: The Lucky Corner (Kurzfilm)
- 1936: On the Wrong Trek (Kurzfilm)
- 1936: Die Doppelgänger (Our Relations)
- 1936: General Spanky
- 1937: Zwei ritten nach Texas (Way Out West)
- 1937: Pick a Star
- 1938: Als Salontiroler (Swiss Miss)
- 1938: Die Klotzköpfe (Block-Heads)
- 1938: Topper geht auf Reisen (Topper Takes a Trip)
- 1939: Mooching Through Georgia (Kurzfilm)
- 1940: Auf hoher See (Saps at Sea)
- 1947: Land of the Lawless
- 1950: Gesetzlos (Backfire)